# Remeria

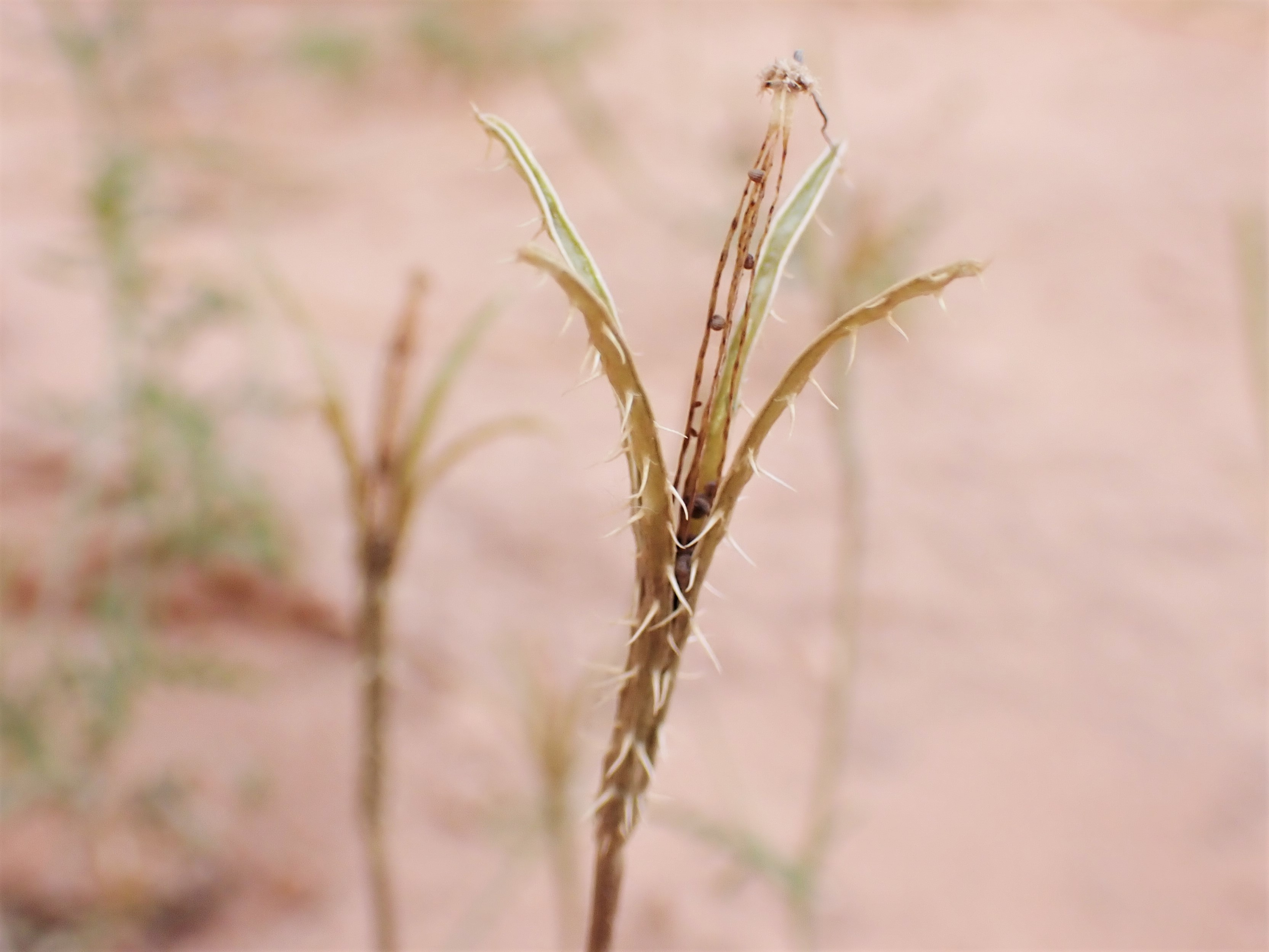
Walcowata torebka Roemeria hybrida

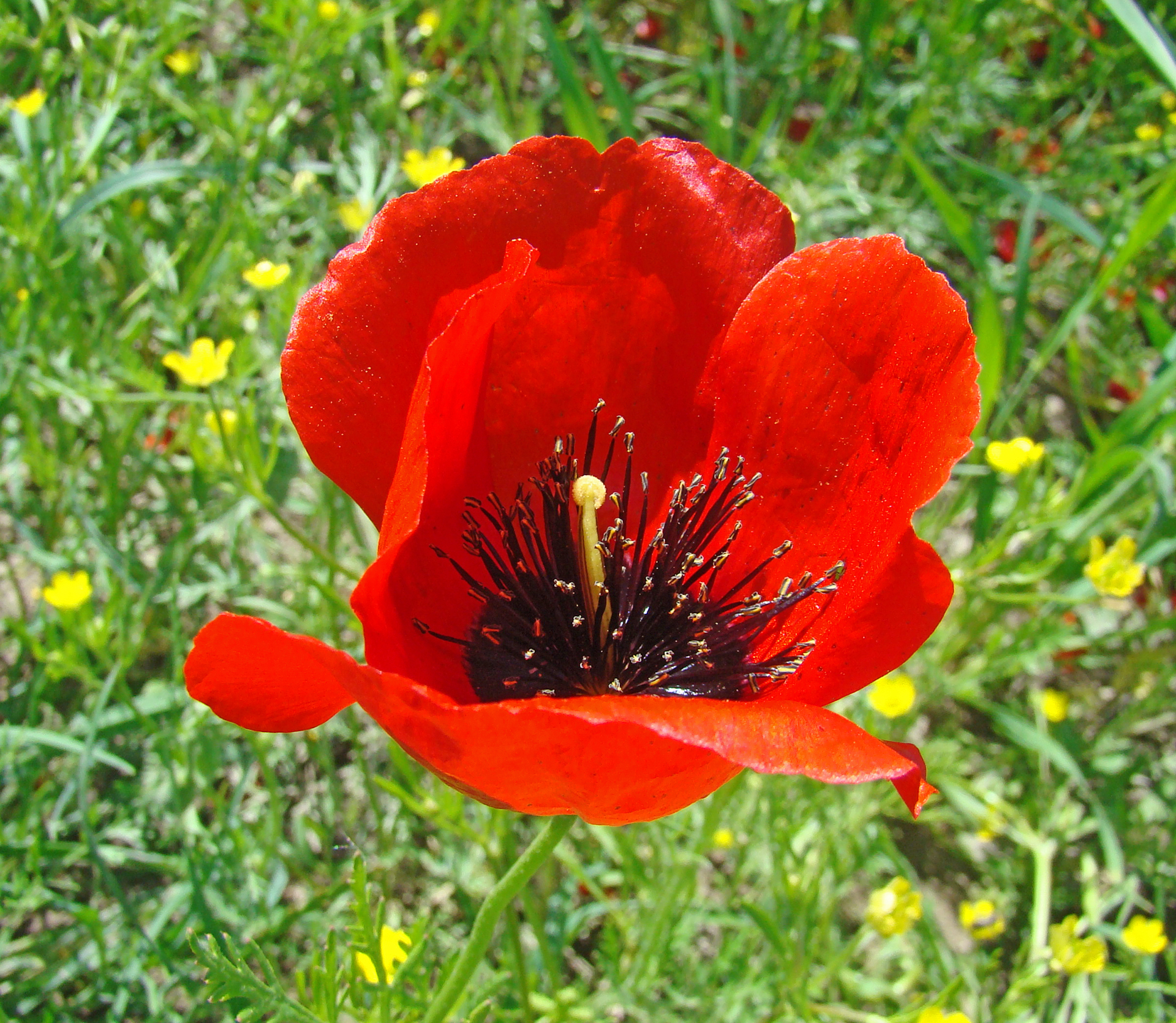
Roemeria refracta

Remeria (Roemeria) – rodzaj roślin z rodziny makowatych. Obejmuje w zależności od ujęcia systematycznego od 3 do kilkunastu gatunków. Rośliny te występują w Europie, północnej Afryce oraz południowo-zachodniej i południowo-centralnej Azji, poza tym jako introdukowane na wszystkich kontynentach w strefach umiarkowanych obu półkul. W szerszym ujęciu rodzaju należą do niego dwa gatunki z flory Polski, tradycyjnie zaliczane do rodzaju mak Papaver – mak piaskowy Roemeria argemone i mak pośredni Roemeria hispida. Poza tym remeria fiołkowa, zwana też pośrednią, Roemeria hybrida, notowana jest w zachodniej Polsce jako gatunek przejściowo zawlekany (efemerofit).
Nazwa rodzaju upamiętnia Johanna Jakoba Roemera (zm. 1819) – szwajcarskiego lekarza i przyrodnika z Zurychu.

## Morfologia
PokrójRośliny jednoroczne z żółtym sokiem mlecznym. Łodyga ulistniona, naga lub owłosiona.
LiściePodwójnie lub nawet potrójnie pierzasto podzielone, z wąskimi łatkami.
KwiatyPojedyncze na szczycie pędów lub w kątach liści. Działki kielicha 2, omszone. Płatków 4 purpurowych lub czerwonych. Pręciki liczne. Słupek zbudowany z 4 owocolistków. Zalążnia jednokomorowa. Szyjka słupka krótka, zakończona główkowatym znamieniem.
OwoceWąskie, walcowate torebki zawierające liczne nasiona.

## Systematyka
Pozycja systematyczna
Rodzaj z plemienia Papavereae, podrodziny Papaveroideae, rodziny makowatych Papaveraceae z do rzędu jaskrowców (Ranunculales).
Od końca XX wieku badania molekularne wskazywały zagnieżdżenie tradycyjnie wąsko ujmowanego rodzaju w obrębie rodzaju mak Papaver w sekcji Argemonidium. Sekcja ta (wraz z Roemeria) stanowi grupę siostrzaną dla innej sekcji z rodzaju Papaver – sect. Meconella. Cała ta grupa wraz z rodzajem mekonops Meconopsis tworzy grupę siostrzaną względem rodzaju Papaver sensu stricto. W efekcie ujęcie rodzaju Roemeria jest rozszerzane o gatunki z sekcji Argemonidium.
Wykaz gatunków w szerokim ujęciu obejmującym taksony tradycyjnie włączane do Papaver sect. Argemonidium
- Roemeria apula (Ten.) Banfi, Bartolucci, J.-M.Tison & Galasso
- Roemeria argemone (L.) C.Morales, R.Mend. & Romero García (≡Papaver argemone L.) – mak piaskowy
- Roemeria armenii (M.V.Agab.) Banfi, Bartolucci, J.-M.Tison & Galasso
- Roemeria carica A.Baytop
- Roemeria davisii (Kadereit) Banfi, Bartolucci, J.-M.Tison & Galasso
- Roemeria hispida (Lam.) Stace (≡ Papaver hybridum L.) – mak pośredni
- Roemeria hybrida (L.) DC. – remeria fiołkowa[13], remeria pośrednia[7]
- Roemeria macrostigma Bien. ex Fedde
- Roemeria meiklei (Kadereit) Banfi, Bartolucci, J.-M.Tison & Galasso
- Roemeria minor (Boivin ex Bél.) Banfi, Bartolucci, J.-M.Tison & Galasso
- Roemeria nigrotincta (Fedde) Banfi, Bartolucci, J.-M.Tison & Galasso
- Roemeria ocellata (Woronow) Banfi, Bartolucci, J.-M.Tison & Galasso
- Roemeria pavonina (Schrenk  ex  Fisch.  &  C.A.Mey.) Banfi, Bartolucci, J.-M.Tison & Galasso
- Roemeria procumbens Aarons. & Oppenh.
- Roemeria refracta DC. – remeria odgięta[13][14]
- Roemeria sicula (Guss.) ined.
- Roemeria virchowii (Asch. & Sint. ex Boiss.) Banfi, Bar-tolucci, J.-M.Tison & Galasso